# Mönchstraße 55 (Stralsund)
Das Gebäude Mönchstraße 55 in Stralsund ist ein denkmalgeschütztes Bauwerk in der Mönchstraße.

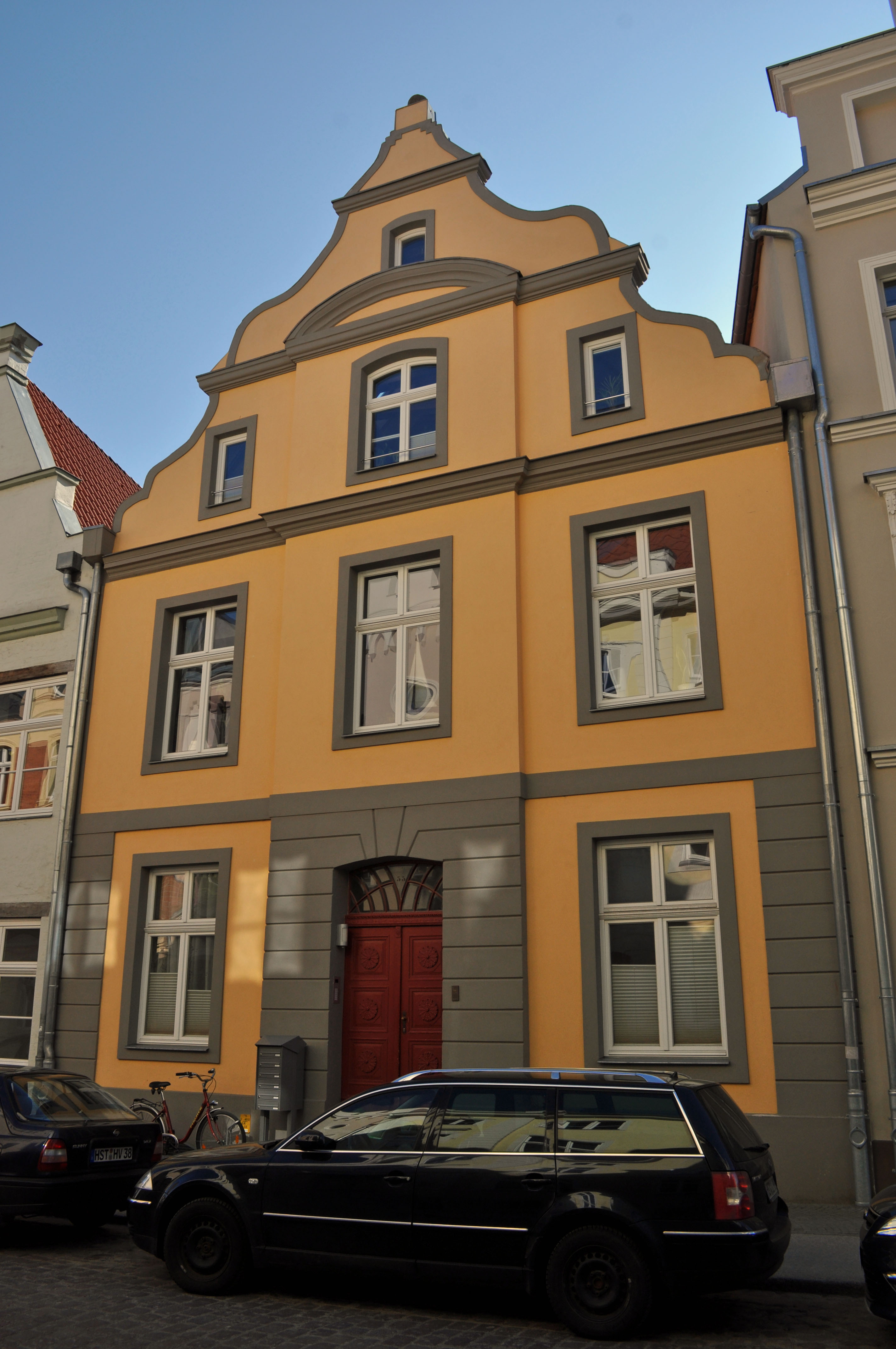
Haus Mönchstraße 55 in Stralsund (2012)

Das zweigeschossige, dreiachsige Giebelhaus wurde im Jahr 1777 errichtet. Die Mittelachse ist leicht vorgezogen und weist das von Putznutung umrahmte Portal auf. Die oberen Geschosse sind optisch durch Gurtgesimse voneinander getrennt. Der zweigeschossige Giebel ist geschweift.
Das Haus im Kerngebiet des von der UNESCO als Weltkulturerbe anerkannten Stadtgebietes des Kulturgutes „Historische Altstädte Stralsund und Wismar“ ist in die Liste der Baudenkmale in Stralsund eingetragen.